# Свидерский, Владимир Иосифович
Влади́мир Ио́сифович Свидерский (1 мая 1910 — 15 ноября 1994) — советский философ, доктор философских наук (1955), профессор, представитель ленинградской онтологической школы.

## Биография
Член ВКП(б) с 1929. Окончил физический факультет ЛГУ (1936). В 1941 окончил аспирантуру при философском факультете ЛГУ. В годы Великой Отечественной войны воевал в качестве старшего инструктора политотдела 8-й армии и батальонного комиссара. После демобилизации в 1946 и до 1984 года работал в Ленинградском государственном университете на кафедре диалектического и исторического материализма. В 1955 году защитил докторскую диссертацию — «О развитии пространственно-временных представлений в физике и их философском значении».

## Сочинения
- Пространство и время. М., 1958
- Противоречивость движения и её проявления. — Л.: Изд-во Ленингр. ун-та, 1959. — 141.
- О диалектике элементов и структуры в объективном мире и в познании. — М., 1962
- Некоторые особенности развития в объективном мире. — М., 1964.
- Некоторые вопросы диалектики изменения и развития. — М.: Мысль, 1965. — 288.
- О диалектике отношений. — Л.: Изд-во ЛГУ, 1983. — 137.